# Eufairmairia consobrinus
Eufairmairia consobrinus är en insektsart som beskrevs av William Lucas Distant. Eufairmairia consobrinus ingår i släktet Eufairmairia och familjen hornstritar. Inga underarter finns listade i Catalogue of Life.